# 사나다마루

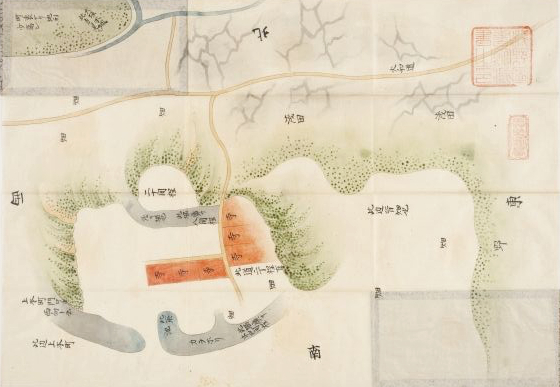

사나다마루(일본어: 真田丸 사나다마루[*])는 게이초 19년(1614년)의 오사카 전투(겨울 전투) 중 도요토미 측인 사나다 노부시게(유키무라)에 의해 오사카성의 평야 입구에 구축 되었던 구루와이다.

## 같이 보기
- 구루와
- 고구치
- 사나다마루 전투(일본어)